# Lógica ternária
Lógica ternária (ou lógica trivalente) refere-se a qualquer sistema lógico polivalente em que há três valores verdade indicando {\displaystyle verdadeiro}, {\displaystyle falso} e algum terceiro valor. Em contraste, a forma mais comum de lógica é bivalente (como a lógica booleana) e fornece somente {\displaystyle verdadeiro} e {\displaystyle falso}.

## Definições

### Representação de valores
Assim como na lógica bivalente, os valores verdade da lógica ternária podem ser representados numericamente usando diversas representações do sistema ternário. Exemplos comuns incluem:
- 1 para {\displaystyle verdadeiro}, 2 para {\displaystyle falso} e 0 para {\displaystyle desconhecido}, {\displaystyle irrelevante} ou {\displaystyle ambos}.[1]
- 0 para {\displaystyle falso}, 1 para {\displaystyle verdadeiro} e um não-inteiro como # ou ½.[2]
- −1 para {\displaystyle falso}, +1 para {\displaystyle verdadeiro} e um terceiro valor, o que pode ser simplificado para somente −, + e 0, respectivamente.[3]

## Tabela verdade
Segue abaixo uma tabela verdade mostrando operações lógicas para a lógica de Kleene.
| {\displaystyle A} | {\displaystyle B} | {\displaystyle A\lor B} | {\displaystyle A\land B} | {\displaystyle \lnot A} |
| ----------------- | ----------------- | ----------------------- | ------------------------ | ----------------------- |
| verdadeiro        | verdadeiro        | verdadeiro              | verdadeiro               | falso                   |
| verdadeiro        | desconhecido      | verdadeiro              | desconhecido             | falso                   |
| verdadeiro        | falso             | verdadeiro              | falso                    | falso                   |
| desconhecido      | verdadeiro        | verdadeiro              | desconhecido             | desconhecido            |
| desconhecido      | desconhecido      | desconhecido            | desconhecido             | desconhecido            |
| desconhecido      | falso             | desconhecido            | falso                    | desconhecido            |
| falso             | verdadeiro        | verdadeiro              | falso                    | verdadeiro              |
| falso             | desconhecido      | desconhecido            | falso                    | verdadeiro              |
| falso             | falso             | falso                   | falso                    | verdadeiro              |

Na tabela verdade acima, {\displaystyle desconhecido} significa um estado contendo ou {\displaystyle verdadeiro} ou {\displaystyle falso}, mas não há conhecimento sobre qual dos dois estados está representado. Algumas operações conseguem ser aplicadas envolvendo {\displaystyle desconhecido} sem que haja ambiguidade. Por exemplo, dado que tanto {\displaystyle verdadeiro\lor verdadeiro} quanto {\displaystyle verdadeiro\lor falso} resultam em {\displaystyle verdadeiro}, {\displaystyle verdadeiro\lor desconhecido} também é {\displaystyle verdadeiro}.

## Uso

### Aplicações de bancos de dados
A linguagem SQL implementa lógica ternária como uma forma de lidar com o conteúdo nulo de campos de registros, utilizando NULL para representar valores em falta num banco de dados. Se um campo não possui um valor definido, o SQL assume NULL, mas esse valor não é gravado no banco de dados. Entretanto, um valor em falta é diferente dum valor numérico zero (0) ou de uma cadeia de caracteres vazia (""). A comparação com NULL resulta num estado {\displaystyle desconhecido} chamado UNKNOWN. Por exemplo, a expressão SQL "Cidade = 'Porto Alegre'" retorna FALSE para um registro contendo "Rio de Janeiro" no campo Cidade, mas retorna UNKNOWN para um registro contendo NULL no mesmo campo.
Usando a lógica ternária, o SQL consegue usar UNKNOWN para resolver expressões booleanas. Considerando a expressão "Cidade = 'Porto Alegre' OR Balanco < 0.0". Essa expressão retorna TRUE para qualquer registro contendo um valor negativo no campo Balanco. A mesma expressão retorna TRUE para qualquer registro contendo "Porto Alegre" no campo Cidade. Já FALSE é retornado somente para um registro contendo explicitamente uma cadeia diferente de "Porto Alegre" e cujo campo Balanco é explicitamente não negativo. Em qualquer outro caso, o retorno é UNKNOWN.
Na linguagem de manipulação de dados do SQL, um retorno TRUE duma expressão inicia uma ação, enquanto UNKNOWN ou FALSE não iniciam ações. Dessa forma a lógica ternária é transformada em binária para o utilizador.